# Fredepo, Acayucan
Fredepo är en ort i Mexiko.   Den ligger i kommunen Acayucan och delstaten Veracruz, i den sydöstra delen av landet, 500 km öster om huvudstaden Mexico City. Fredepo ligger 75 meter över havet och antalet invånare är 225.
Terrängen runt Fredepo är platt. Runt Fredepo är det ganska tätbefolkat, med 54 invånare per kvadratkilometer. Närmaste större samhälle är Acayucan, 2,7 km söder om Fredepo. Omgivningarna runt Fredepo är en mosaik av jordbruksmark och naturlig växtlighet.